# Cameron (Wisconsin)
Cameron ist eine Gemeinde (mit dem Status „Village“) im Barron County im US-amerikanischen Bundesstaat Wisconsin. Im Jahr 2010 hatte Cameron 1783 Einwohner.

## Geografie
Cameron liegt im Nordwesten Wisconsins am östlichen Ufer des Red Cedar River, einem Nebenfluss des in den Mississippi mündenden Chippewa River. Die geografischen Koordinaten von Cameron sind 45°24′31″ nördlicher Breite und 91°44′39″ westlicher Länge. Das Gemeindegebiet erstreckt sich über eine Fläche von 6,5 km². 
Benachbarte Orte von Cameron sind Rice Lake (11,9 km nördlich), Weyerhaeuser (26,6 km östlich), Chetek (13,9 km südöstlich), Dallas (21,5 km südsüdwestlich) und Barron (8,5 km westlich).
Die nächstgelegenen größeren Städte sind Duluth am Oberen See in Minnesota (171 km nördlich), Green Bay am Michigansee (364 km ostsüdöstlich), Eau Claire (82,8 km südlich), Rochester in Minnesota (206 km südsüdwestlich) und Minnesotas größte Stadt Minneapolis (154 km westsüdwestlich).
Die Grenze zu Kanada befindet sich rund 400 km nördlich.

## Verkehr
Der vierspurig ausgebaute U.S. Highway 53 verläuft in Nord-Süd-Richtung entlang der südwestlichen Stadtgrenze von Cameron. Der U.S. Highway 8 verläuft als Hauptstraße durch das Zentrum von Cameron und kreuzt am westlichen Ortsrand den US 53. Alle weiteren Straßen sind untergeordnete Landstraßen, teils unbefestigte Fahrwege oder innerörtliche Verbindungsstraßen.
In Cameron kreuzt eine von Nord nach Süd führende Eisenbahnstrecke der Union Pacific Railroad eine in West-Ost-Richtung verlaufende Strecke der früheren Wisconsin Central, die heute zur Canadian National Railway gehört. 
Mit dem Rice Lake Regional Airport befindet sich im Nordwesten an das Gemeindegebiet von Cameron ein kleiner Regionalflughafen. Der nächstgelegene Großflughafen ist der Minneapolis-Saint Paul International Airport (161 km südwestlich).

## Bevölkerung
Nach der Volkszählung im Jahr 2010 lebten in Cameron 1783 Menschen in 744 Haushalten. Die Bevölkerungsdichte betrug 274,3 Einwohner pro Quadratkilometer. In den 744 Haushalten lebten statistisch je 2,4 Personen. 
Ethnisch betrachtet setzte sich die Bevölkerung zusammen aus 97,0 Prozent Weißen, 0,4 Prozent Afroamerikanern, 0,2 Prozent amerikanischen Ureinwohnern, 0,5 Prozent Asiaten sowie 0,2 Prozent aus anderen ethnischen Gruppen; 1,7 Prozent stammten von zwei oder mehr Ethnien ab. Unabhängig von der ethnischen Zugehörigkeit waren 2,0 Prozent der Bevölkerung spanischer oder lateinamerikanischer Abstammung. 
26,9 Prozent der Bevölkerung waren unter 18 Jahre alt, 60,0 Prozent waren zwischen 18 und 64 und 13,1 Prozent waren 65 Jahre oder älter. 51,1 Prozent der Bevölkerung war weiblich.

Das mittlere jährliche Einkommen eines Haushalts lag bei 41.480 USD. Das Pro-Kopf-Einkommen betrug 21.697 USD. 15,8 Prozent der Einwohner lebten unterhalb der Armutsgrenze.